# جانگی
جانگی که گاهی شطرنج کره‌ای نیز نامیده می‌شود، یک بازی استراتژی است که در شبه جزیره کره محبوبیت دارد. این بازی از ژیانگچی مشتق شده‌است و بسیار شبیه به آن است، از جمله موقعیت شروع برخی از مهره‌ها و صفحه بازی ۱۰*۹ آن، اما بدون «رودخانه» ژیانگچی که تخته را به صورت افقی در وسط تقسیم می‌کند.
جانگی روی تخته ای با عرض نه خط در طول ده خط پخش می‌شود. بازی گاهی اوقات به دلیل توپ‌های پرش و فیل‌های دوربرد سریع است، اما بازی‌های حرفه ای اغلب بیش از ۱۵۰ حرکت طول می‌کشد و بنابراین معمولاً کندتر از بازی‌های شطرنج غربی هستند.
در سال ۲۰۰۹، اولین تورنمنت جهانی جانگی در هاربین، هیلونگ جیانگ، چین برگزار شد.